# Тулабхарам
Тулабхарам, тулапурушам или тулапурушаданам — традиционный обет в индуизме, когда индуисты обещают пожертвовать что-либо весом с их собственное тело божеству в храме. Индуисты взвешиваются на весах, расположенных напротив какого-либо ценного подношения. Часто предлагается серебро, бананы, сахар или кокосы. В современном индуизме этот обряд часто проводится с детьми.

## Этимология
Тулапурушаданам — это сложное слово на санскрите, в котором тула означает «весы», пуруша — «человек», и данам — «дар», «дарение», «подношение» (в особенности религиозного характера). Слово тулабхарам в буквальном переводе означает «равная мера».

## История
Обряд тулабхарам упоминается в Пуранах. В «Падма-пуране» он описывается как одно из 16 «великих подношений» (шодаса-махаданам). Другие 15 подношений, это хираньягарбха, брахманда, калпападапа, гошахасра, хираньякамадхену, хираньяшва, хираньяшваратха, хемахастиратха, панчалангалака, дхара, вишвачакра, калпалата, саптасагара, ратхадхену и махабхутагхата. Из всех великих подношений, тулабхарам является одним из наиболее дорогостоящих. Исторически он считался подобающим в основном для царей. Так, имеются исторические свидетельства проведения этого обряда в эпоху средневековья индуистскими раджами, которые использовали для этой цели золото. Например, на медной пластинке 1172 года говорится, что правитель Канауджа по имени Джаячандрадева проводил обряд тулабхарам в различных местах паломничества, предлагая брахманам подношения золотом весом со своё собственное тело. В XVIII — XIX веках тулабхарам из золота предлагали все без исключения раджи южноиндийского княжества Траванкор.

## Описание ритуала
Обряд тулабхарам в том виде, в каком он совершался для индуистских раджей, представлял собой сложную церемонию, которая продолжалась 8 дней. Само взвешивание на весах проводилось в последний день.